# Prudencio Induráin
Prudencio Induráin Larraya, nacido el 9 de junio de 1968 en la localidad navarra de Villava (España), es un exciclista profesional entre los años 1991 y 1999. Es el hermano menor del también ciclista Miguel Induráin.

## Trayectoria
Debutó como profesional en 1991 con el equipo Banesto. A lo largo de su carrera profesional obtuvo 3 triunfos de etapa. Su principal labor era la de gregario de su hermano Miguel Induráin, disputando a lo largo de su carrera las tres grandes vueltas.
Su mejor actuación como profesional fue en la Vuelta al Alentejo de 1996, donde consiguió tres etapas, la clasificación por puntos y el segundo puesto en la general final tras su hermano Miguel.

## Palmarés
1996
- 3 etapas de la Vuelta al Alentejo

## Resultados en Grandes Vueltas y Campeonato del Mundo
Durante su carrera deportiva ha conseguido los siguientes puestos en las Grandes Vueltas y en los Campeonatos del Mundo en carretera:
| Carrera         | 1991 | 1992  | 1993  | 1994 | 1995 | 1996 | 1997 | 1998 | 1999 |
| --------------- | ---- | ----- | ----- | ---- | ---- | ---- | ---- | ---- | ---- |
| Giro de Italia  | -    | 132.º | 63.º  | 50.º | 97.º | -    | -    | -    | 45.º |
| Tour de Francia | -    | -     | 126.º | -    | -    | 58.º | -    | Ab.  | 76.º |
| Vuelta a España | -    | -     | -     | -    | -    | -    | 44.º | Ab.  | -    |
| Mundial en Ruta | -    | -     | -     | -    | -    | -    | -    | -    | -    |

-: No participa

Ab.: Abandono

## Equipos
- Banesto (1991-1997)
- Vitalicio Seguros (1998-1999)

## Vida política
En 2011 inició su carrera política como independiente en las listas del partido regionalista navarro, Unión del Pueblo Navarro, en las Elecciones al Parlamento de Navarra de 2011, obteniendo un escaño en la cámara. El 2 de julio de 2012, fue designado director gerente del Instituto Navarro de Deporte y Juventud, organismo dependiente del Gobierno de Navarra, cargo que desempeñó hasta agosto de 2015.